# Episodi di Degrassi: Next Class (quarta stagione)
La quarta stagione della serie televisiva Degrassi: Next Class è andata in onda dal 30 giugno al 14 luglio 2017 in Canada.
In Italia la serie è stata distribuita il 7 luglio 2017 dalla piattaforma streaming Netflix.
| nº | Titolo originale         | Titolo italiano      | Prima TV Canada | Pubblicazione Italia |  |
| -- | ------------------------ | -------------------- | --------------- | -------------------- |  |
| 1  | #IRegretNothing          | #NienteRimpianti     | 30 giugno 2017  | 7 luglio 2017        |  |
| 2  | #Woke                    | #Allucinazione       | 19 gennaio 2017 | 7 luglio 2017        |  |
| 3  | #ImSleep                 | #SensazioneDiLibertà | 20 gennaio 2017 | 7 luglio 2017        |  |
| 4  | #BackToReality           | #RitornoAllaRealtà   | 3 luglio 2017   | 7 luglio 2017        |  |
| 5  | #GetMoney                | #MiServonoSoldi      | 4 luglio 2017   | 7 luglio 2017        |  |
| 3  | #ILookLikeA              | #FotoRitoccata       | 5 luglio 2017   | 7 luglio 2017        |  |
| 6  | #RollUpToTheClubLike     | #StoCosìBene         | 6 luglio 2017   | 7 luglio 2017        |  |
| 7  | #Preach                  | #Predica             | 7 luglio 2017   | 7 luglio 2017        |  |
| 8  | #FactsOnly               | #SoloFatti           | 10 luglio 2017  | 7 luglio 2017        |  |
| 9  | #Fire                    | #Fuoco               | 11 luglio 2017  | 7 luglio 2017        |  |
| 10 | #GetYouAManThatCanDoBoth | #UnTipoVersatile     | 12 luglio 2017  | 7 luglio 2017        |  |
| 11 | #Obsessed                | #Ossessione          | 13 luglio 2017  | 7 luglio 2017        |  |
| 12 | #KThxBye                 | #OKGrazieCiao        | 14 luglio 2017  |                      |  |